# Linda Gay
Linda Gay nome artístico de Catharina Koetz (Porto Alegre, 27 de dezembro de 1921 – São Paulo, 8 de novembro de 1990) foi uma atriz brasileira.

## Biografia
Catharina Koetz, mais conhecida pelo nome artístico de Linda Gay, nasceu em 27 de dezembro de 1921, na cidade de Porto Alegre.
Iniciou sua carreira na década de 1950, em rádio. Posteriormente passou a trabalhar em televisão, cinema e por fim em teatro.
Faleceu em novembro de 1990.  

## Carreira

### Na televisão
| Ano  | Título                      | Personagem               |
| ---- | --------------------------- | ------------------------ |
| 1988 | Chapadão do Bugre           | Velhinha                 |
| 1986 | Memórias de um Gigolê       | Dona Formosinha          |
| 1984 | Anarquistas, Graças a Deus  | Vicenza                  |
| 1983 | Braço de Ferro              | Milú                     |
| 1981 | Partidas Dobradas           | —                        |
| 1978 | O Direito de Nascer         | Rufina                   |
| 1977 | Éramos Seis                 | Dona Marlene             |
| 1976 | Sossega Leão                | Sogra                    |
| 1975 | Senhoras e Senhores         | Sogra                    |
| 1975 | O Velho, o Menino e o Burro | Dona Lucinda             |
| 1974 | Ídolo de Pano               | Margarida                |
| 1973 | Meu Adorável Mendigo        | Genoveva Molinari        |
| 1972 | A Revolta dos Anjos         | Cidinha                  |
| 1971 | Pingo de Gente              | Eleonor Magalhães        |
| 1971 | Os Deuses Estão Mortos      | Leopoldina               |
| 1970 | As Pupilas do Senhor Reitor | Josefa das Graças (Zefa) |
| 1969 | Algemas de Ouro             | Joana                    |
| 1965 | Pedra Redonda, 39           | —                        |
| 1960 | Rebecca                     | Governanta               |
| 1957 | Circus Boy                  | Marie Manelli            |

### No cinema
| Ano  | Título                        | Personagem            |
| ---- | ----------------------------- | --------------------- |
| 1987 | Besame Mucho                  | Mãe de Dina           |
| 1984 | Taras de Colegiais            | —                     |
| 1983 | Juventude em Busca do Sexo    | Ladra do supermercado |
| 1983 | Bacanal de Colegiais          | —                     |
| 1982 | Bonecas da Noite              | Joana                 |
| 1981 | A Noite das Depravadas        | Passageira do ônibus  |
| 1980 | Convite ao Prazer             | Eugênia               |
| 1980 | O Doador Sexual               | Velha                 |
| 1977 | Pintando o Sexo               | Vovó Gertrudes        |
| 1976 | Ninguém Segura Essas Mulheres | Mãe                   |

## No Teatro[4]
- 1980/1981 - A Ratoeira
- 1975 - A Bela e a Fera
- 1973 - Bodas de Sangue